# Gäddtärnen
Gäddtärnen är en sjö i Askersunds kommun i Närke och ingår i Motala ströms huvudavrinningsområde. Sjöns area är 0,03 kvadratkilometer och den är belägen 147 meter över havet.